# عمود الطاعون (كوتنا هورا)

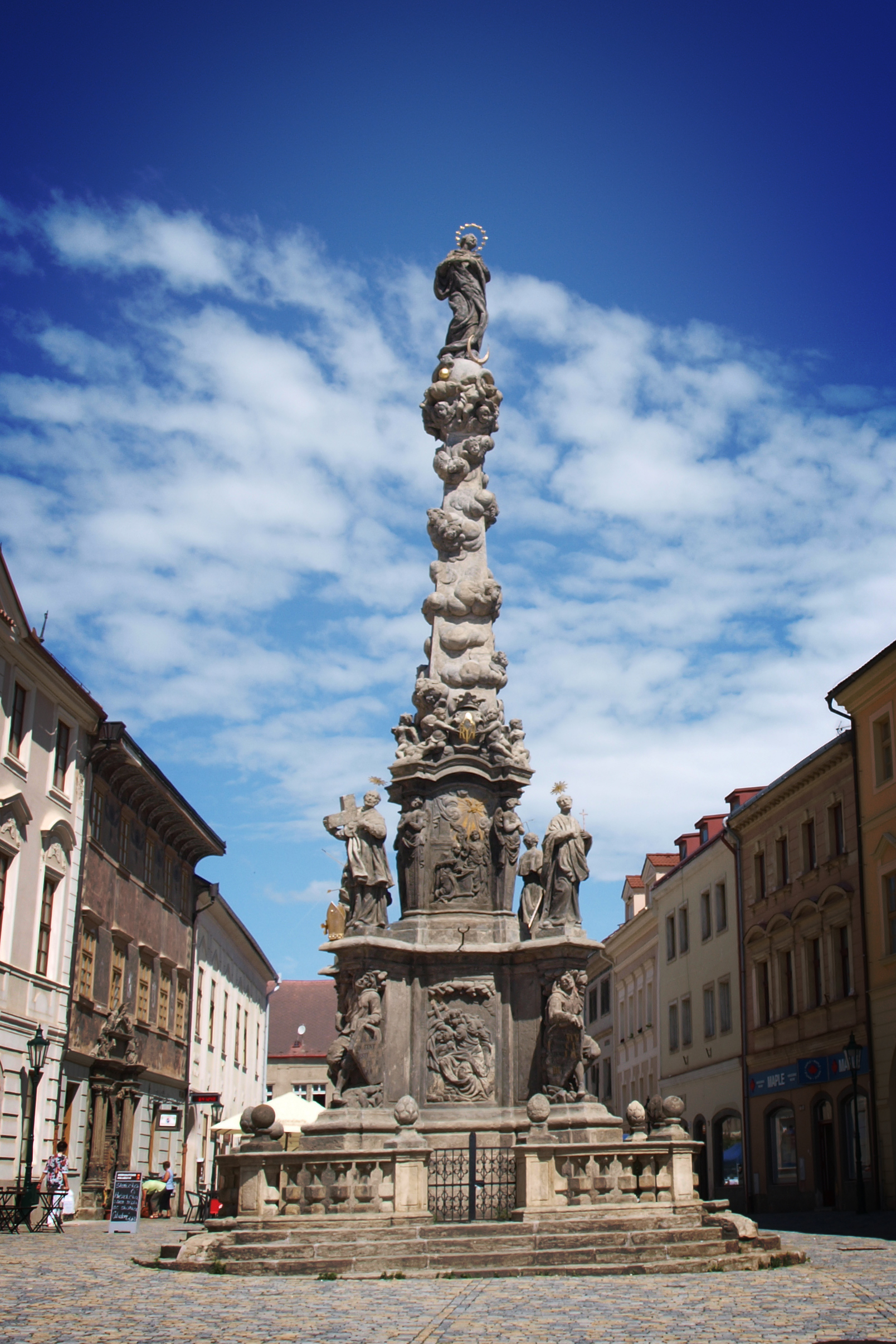
عمود الطاعون لمريم العذراء في كوتنا هورا.

عمود الطاعون (Morový sloup) أو عمود الطاهرة مريم العذراء، يقع في شارع Šultysova في كوتنا هورا، إقليم بوهيميا الوسطى، جمهورية التشيك. هو محمي بكونه معلم تاريخي.

## التاريخ
نحت هذا عمود الطاعون الباروكي النحات اليسوعي František Baugut، بين 1713 و1715 كذكرى للطاعون المعاصر الذي قتل أكثر من ألف شخص. زين هذا العمود بتماثيل تمثل عمالة مريم العذراء الطاهرة وكوتنا هورا (نقوش عمال المناجم).